# دیوید گروسمان (کارگردان)
دیوید گروسمان (انگلیسی: David Grossman؛ زادهٔ ) یک کارگردان اهل ایالات متحده آمریکا است. وی از سال ۱۹۷۷ میلادی تاکنون مشغول فعالیت بوده‌است. 